# Tomaška vas
Tomaška vas este o localitate din comuna Slovenj Gradec, Slovenia, cu o populație de 139 de locuitori.